# Mohamed Ag Erlaf
Mohamed Ag Erlaf, né le 12 juillet 1956 à Tessalit (Région de Kidal) est un homme politique malien.
De 2018 à 2020, il est ministre de l'Administration territoriale et de la Décentralisation.
De 2019 à 2020, il est ministre de l'Industrie et du Commerce sous le gouvernement de Boubou Cissé.